# Polarimetria
A Polarimetria é a ciência da medição da polarização da luz. Um polarímetro é o instrumento usado para o fazer. A polarimetria das superfícies é designada elipsometria.